# J・ジョナ・ジェイムソン
J・ジョナ・ジェイムソン（J. Jonah Jameson）は、マーベル・コミックが出版するアメリカン・コミックに登場するスーパーヒーローのスパイダーマンと関連しているキャラクターである。
ジェイムソンは、“デイリー・ビューグル社”の社長もしくは編集長として設定されていることがある。容姿では歯ブラシ、口ひげ、フラットトップな髪をしており、いつも葉巻きたばこを加えている。彼は、スパイダーマン、及びそのスパイダーマンを応援するヒーローに対してネガティブ・キャンペーンを実施し、スパイダーマンを「壁を這いまわる脅威」と呼んだり、「犯罪者」と決めつけることが多く、時折だがスパイダーマンと協力することもある。

## 発行履歴
ジェイムソンは1963年3月に作家のスタン・リーとアーティストのスティーヴ・ディッコによって創造され、『アメイジング・スパイダーマン』第1号でデビューした。リーは『Talk of the Nation』のインタビューで、J・ジョナ・ジェイムソンのモデルは、自分のもっと不機嫌な自分自身であると述べている。後に『スパイダーマン』の脚本家になったトム・デファルコとジェリー・コンウェイも、ジェイムソンがリーの自己描写に限りなく近かったことに同意し、コンウェイは「スタンが非常に複雑で興味深い男で、自分の中にとてつもないカリスマ的な部分を持っていると同時に、人々のことを気遣う正直でまっとうな男であるのと同じように、彼はまた、すぐに浅はかな気持ちになれる信じられないような能力を持っている。ただ、ブーンと、すぐに浅薄になる。それがジェイムソンなんだ」と語った。また、コンウェイは、ジェイムソンの台詞はいつも聞いていたリーの声で書いたと述べ、彼のスピーチをほぼそのまま引用してジェイムソンのスピーチを書いたこともあった。
スパイダーマンのクリエイティブ・スタッフは、『Amazing Spider-Man Annual』第18号（1984年）に掲載されたジェイムソンとマーラ・マディソンの結婚式を重大な出来事と考え、リーにストーリーの脚本を依頼し、アートチームはディッコのスタイルを模倣した。
ジェイムソンは『スパイダーマン』の脇役の中心格であり、『Peter Parker, the Spectacular Spider-Man』第80号（1983年7月）や、スパイダーマン自身が1コマしか登場しない『Web of Spider-Man』第52号（1989年7月）、『Spider-Man's Tangled Web』第20号（2003年1月）など、稀に主役を任されることもある。

## キャラクター経歴

### バックグラウンド
『Spider-Man's Tangled Web』第20号（2003年1月）に掲載された『Behind the Mustache』によると、ジェイムソンは幼少期を実父のJ・ジョナ・ジェイムソン・シニアの兄であるアメリカ陸軍将校デヴィッド・ジェイムソンとベティ・ジェイムソン夫妻に養子として育てられた。英雄として叙勲された退役軍人であったデヴィッドからベティと共に虐待されていたジェイムソンは「毎日毎日ヒーローな人間なんていない」・「本物のヒーローでさえ、常にヒーローであり続けることはできない」と確信するようになった。
幼少期はボーイスカウトに所属し、高校時代は主にボクシングと写真に打ち込んで、高校の写真部にのちの最初の妻となるジョーンと同時に入部した。同校のトップアスリート3人がいじめてきた際にジェイムソンはこれを返り討ちにし、感銘を受けたジョーンと交際を始め、学校を卒業するとすぐに結婚した。
学校卒業後、ジェイムソンはジャーナリストとして職を探した。1941年にアメリカが第二次世界大戦に参戦すると、ジェイムソンはヨーロッパで特派員として活躍した。『Sgt. Fury and his Howling Commandos』第110号では、戦時中コマンドのチームを率いていたニック・フューリー軍曹の任務を取材した。
戦後、ジョーンとの間に息子ジョン・ジョナ・ジェイムソン3世をもうけたジェイムソンだったが、出張先の韓国から帰国したとき、ジョーンが強盗事件で亡くなったことを知り、悲嘆に暮れた。悲しみを和らげるために職業生活に専念した彼は、“デイリー・ビューグル社”の編集長に昇進し、最終的には新聞の発行人の地位を確立した。
ジェイムソンはジャーナリズムの誠実さでは確かな評判を得たが、彼の貪欲な日和見主義と執念深すぎるほどの好戦的な頑固さは少なからぬ敵を作った。

### スパイダーマン
ある日ジェイムソンは、スパイダーマンのテレビ初放送を目にした。スパイダーマンが覆面を被った自警団としてその名を上げ始めると、以前ジョーンを覆面を被った犯罪者に奪われた悲劇から覆面を被る人間に対して不信感・嫌悪感を抱えるようになったジェイムソンは、彼の評判を落とそうと奔走を開始する。覆面ヒーローを異常な自警団に仕立て上げることで、デイリー・ビューグルの発行部数を伸ばすだけでなく、宇宙飛行士であるジェイムソン3世の影が薄くなったとしてスパイダーマンを罰し、彼がジェイムソン3世の危機を救うことで悪評に対抗しようとすると、ジェイムソンはヒーローが自分の利益のために状況を演出したと非難した。『アメイジング・スパイダーマン』第2号（1963年5月号）のリードストーリーではピーター・パーカーがスパイダーマンとしての自分の写真をデイリー・ビューグルに売り込み、ジェイムソンはその写真をスパイダーマンに対する社説の裏付けに使うパターンを設定している。スパイダーマンが悪名高い犯罪者の親玉ビッグマンであるという彼の非難が否定された後、ジェイムソンはスパイダーマンの勇気と無私の精神に嫉妬していることを認めたが、彼は公然とスティーブ・ロジャース/キャプテン・アメリカを崇拝しており、メリー・ジェーン・ワトソンは、ジェイムソンがスパイダーマンを嫌っているのは主に彼が法の外で行動しているからだと示唆した。またジェイムソンは、精神科医から顔を隠しているヒーローを見ると、養父のように恐ろしい秘密を隠しているのだと無意識のうちに思い込んでしまうと指摘された。数年後、スパイダーマンにインタビューしたジェイムソンは、以前は嫉妬しているとか、ヒーローを手本にすることで危険にさらされる子どもたちを心配していると考えていたが、マスクがスパイダーマンを嫌う理由だと打ち明けた。
ジェイムソンのスパイダーマンに対するわだかまりは、彼が愛する人の命を救ったことで収まることもあるが、スパイダーマンの方からも恩知らずなデイリー・ビューグルに対する苛立ちや怒りから、時折悪ふざけをされるようになったり、彼の頑固さを面白がられることもあるため、結局ジェイムソンは、またスパイダーマンの欠点を見つけようとする。
ジェイムソンはスパイダーマンの捕獲や正体追及に報酬を掲示し、スペンサー・スマイスのスパイダースレイヤーで彼を追い詰めさせたほか、超能力を持ったエージェントにまでスパイダーマン対処を依頼した。さらに私立探偵のマック・ガーガンに遺伝子強化療法を施させる後援まで行い、この事実を何年も秘匿した挙句、ハーラン・スティルウェルへの協力、 シルバー・サブリノワ/シルバー・セーブル率いる“ワイルドパック”やルーカス・ケイジ/ルーク・ケイジの雇用、マックス・ディロン/エレクトロに報酬5000ドルを提示するなど、スパイダーマンを追い詰めるために、さまざまなヒーローやヴィランを巻き込んだ。
一方でジェイムソンは、ウィルソン・フィスク/キングピンを含むスーパーヴィラン、不正な政治家、犯罪のボスに対しても新聞の力を使うことをためらわず、当選したらスパイダーマンを逮捕すると公言していたニューヨーク検事総長候補のサム・ブリットが人種差別主義者のペテン師であることを知ると、彼を支持する姿勢を翻したり、市長候補ランドルフ・チェリーの犯罪との関係を大々的に暴露し、チェリーからの報復訴訟によってデイリー・ビューグルが倒産する可能性があることを事前に認めたり、大統領候補のグレイドン・クリードに対し、反ミュータントを掲げるなど、スパイダーマン関連以外でも積極的な姿勢を見せるが、その方面では真相を暴くことはなかった。

### 家族の絆
『アメイジング・スパイダーマン』第162号（1976年11月）で、ジェイムソンは新しいスパイダースレイヤー製作をマーラ・マディソン博士に依頼し、了承させた。2人の距離は縮まり、やがて結婚するが、かつてスパイダーマンに倒されたスコーピオンにマーラを拉致されたこともあった。ジェイムソンは2番目の妻に対して少し過保護ではあるが、献身的な夫であり続けようとし、彼女が姪でジョナの友人のいたずら好きな娘であるマティ・フランクリンを養子にすると、家に迎えることに反対していたが、“アンカ・ジョナ”と呼ぶことを主張されたことで、ジェイムソンはすぐにマティと打ち解け、彼女をほとんど義理の娘のように思うようになった。マティがミュータントの成長ホルモンを違法に採取したとして拉致されると、彼女を追跡した私立探偵のジェシカ・ドリューとジェシカ・ジョーンズからマティが自警団スパイダーウーマンでもあることをジェイムソンとマーラは知らされた。そしてマティを救ったジェイムソンはジョーンズの代理店を大々的に宣伝し、後に彼女をデイリー・ビューグルに記者として雇った。

### 編集長辞任
ホブゴブリンから以前スコーピオンを生み出した経緯について脅迫されたジェイムソンは、罪悪感から追いつめられたものの、ホブゴブリンに屈するのではなく、公の論説でそれを世間に明かした。そして編集長を辞任し、直属の部下であるジョセフ・"ロビー"・ロバートソンにそのポストを委ねた上で出版社に留まったが、デイリー・ビューグルの支配権は大富豪のトーマス・ファイアハートに買い取られてスパイダーマンに報いるために彼のキャンペーンを催されてしまった挙句、腑に落ちない取引をファイアハートと交わす羽目に陥ったり、後にノーマン・オズボーンからもデイリー・ビューグルを売却しなければジェイムソンの家族を巻き込むと脅迫され、同時にスーパーヴィランのマッドジャックにも追い回されて殺人未遂にまで追い込まれそうになるなど受難が続いた。しかしオズボーンが一時的な狂気によって地下に追いやられた後、ジェイムソンは会社を取り戻すことができた。

### ミステリオ
ある日、仕事帰りのジェイムソンの車の前に彼への復讐を企だてるミステリオによって作られたスパイダーマンの複製が飛び出し、ジェイムソンは車を木に衝突させてしまう。彼は衝撃で死亡したとメディアに報じられ、ミステリオが演出した地獄に落ち、そこでスパイダーマンを模した悪魔に苦しめられるが、スパイダーマンに救われた。

### スパイダーマンの正体
2006年から2007年にかけての『Civil War: Front Line』においてジェイムソンが連邦政府の“超人登録法”を支持するようスタッフに圧力をかけた。スパイダーマンがその正体をピーター・パーカーであると明かすと、ジェイムソンは、自分が脅威と呼んでいた男が実は何年も自分の部下であったことにショックで気を失うと共に激昂した。パーカーの暴露に加え、ジェイムソンはジェニファー・ウォルターズ/シー・ハルクが自分の義理の娘になったという概念に対処することを余儀なくされる。
パーカーを“もう一人の息子”、“世界で最後の正直者”とみなすほど信頼していたジェイムソンは、裏切られたような屈辱を感じ、パーカーとの絶交を決め、彼をパーカーを詐欺で訴え、長年にわたってパーカーに支払った給料をすべて返せと要求した。しかし彼は、政府がパーカーに恩赦を与えたことを知り、激怒してウォルターズに裁判を依頼したが、事態を穏便に収めたいウォルターズは、スパイダーマンに対する詐欺の訴訟を処理すると発言した。
パーカー/スパイダーマンが後に登録法を施行する政府側から離反し、ロジャース率いる“シークレットアベンジャーズ”に加わって、公然と新法に反抗し、施行しようとする者たちと戦うと、『Friendly Neighborhood Spider-Man』における問題で、ジェイムソンがパーカーを捕まえるために報酬を掲示したことが明らかになった。これに加え、ピーターの元ガールフレンドのデブラ・ウィットマンに、彼に関する真実でない証言を書くよう強要し、パーカーに対する名誉毀損を犯していた。ベティ・ブラントはこの件に関する情報を密かに“デイリー・グローブ紙”に提供し、同紙は一面トップで暴露記事を掲載した。
そしてロバートソンも、ジェイムソンの長年にわたるスパイダーマンに対する粗雑な扱いに反抗し、スパイダーマンへの憎しみが行き過ぎたことを認めることができず、あるいは認めたくないジェイムソンはロバートソンを解雇した。ブラントからこのことを聞いたパーカーがジェイムソンと久々に話しをすることを決めるとジェイムソンはロバートソンの家を訪れた。パーカーから、ロビーを再雇用するよう説得されたジェイムソンはスパイダーマンに対する訴訟を取り下げるか、ロビーを再雇用するかの選択を迫られ、ロビーを解雇したのはスパイダーマンと敵対させるためだけだと考えたからだと明かし、パーカーからのさらなる提案と挑発を受けると、ジェイムソンは怒り、何度も何度もスパイダーマンを殴って、手を骨折させた。それが終わると、パーカーは立ち去るが、後日会社でジェイムソンは自分がスパイダーマンを殴り続けた場面が撮られた写真が収められたフィルムを足で押しつぶした。そしてジェイムソンはロビーを再雇用し、ピーターに対する訴訟を取り下げる決断を告げた。

## ジェイムソンの家族
- デイヴィッド・ジェイムソン・バーノル — J・ジョナ・ジェイムソンの義父。
- J・ジョナ・ジェイ・ジェイムソン・シニア — J・ジョナ・ジェイムソンの疎遠の父。後にメイおばさんと結婚。『The Clone Conspiracy』編では後に病院で死去している[28]。
- ベティ・バーノル — J・ジョナ・ジェイムソンの母。
- ジョーン・ジェイムソン — J・ジョナ・ジェイムソンが最初に結婚した妻。
- ジョン・ジェイムソン — J・ジョナ・ジェイムソンの息子、宇宙飛行士。
- マーラ・マディソン — J・ジョナ・ジェイムソンが2番目に結婚した妻。後にアリスター・スマイスに殺害される。
- ピーター・パーカー — J・ジョナ・ジェイムソンの自称ではあるが、義従兄である。
- メイ・パーカー — J・ジョナ・ジェイムソンの継母であり、ピーター・パーカーの母方の叔母および養母でもある。
- ジェニファー・ウォルターズ — J・ジョナ・ジェイムソンの義娘で、ジョン・ジェイムソンの元妻。
- マーサ・マティー・フランクリン - スパイダーウーマン、J・ジョナ・ジェイムソンの養女で実の姪。後にサーシャ・クラヴィノフに殺害されてしまう。
- ジェリー・フランクリン — J. ジョナ・ジェイムソンの義弟、バーニスの夫、マティーの父。ノーマン・オズボーン、モリス・マクスウェル、カサンドラ・ウェッブ、グレゴリー・ハードが所属するカルトに参加している。
- バーニス・フランクリン — ジェリーの妻でありマティーの母であるマーラ・マディソンの亡くなった妹。
- メリー・ジェーン・ワトソン — 映画『スパイダーマン2』（2004年）に登場するジョン・ジェイムソンの元婚約者。

## 別世界のバージョン

### 『1602: New World』
『1602: New World』では、アース311のジェイムソンがアイルランドの入植者にして、アナニアス・デアの友人として登場する。

### アマルガム・コミックス
アマルガム・コミックスには、アース9602のジェイムソンが登場する。

### 『Headline Edge of Spider-Verse』
『Headline Edge of Spider-Verse』ではアース1755のジェイムソンが登場し、ヘッドラインとしても知られるヒーローとして活躍する。

### 『Earth X』
『Earth X』ではアース9997のジェイムソンが登場する。“テリジェン・ミスト”にさらされた後、ロバのハイブリッドに変身した。

### 『G.I.ジョー』
『G.I.ジョー』ではアース91274のジェイムソンが登場する。

### 『ハウス・オブ・M』
『ハウス・オブ・M』ではアース58163のジェイムソンが登場。ピーター・パーカーの広報担当である。

### 『Marvel 2099』
『Marvel 2099』にはジェイムソンに擬態し、“アルケマックス”のトップとなった“スクラル”が登場する。

### 『Marvel Zombies: Dead Days』
『Marvel Zombies: Dead Days』では、アース2149のジェイムソンが登場し、 ゾンビ化したスパイダーマンに殺された。

### 『MC2』
『MC2』では、アース982のジェイムソンが登場する。

### 『スパイダー・グウェン』
『スパイダー・グウェン』では、アース65のジェイムソンが登場する。

## 登場作品

### テレビアニメ
スパイダーマン（1967年）
声 - ポール・クリグマン、日本語吹き替え版 - 北村弘一（ローカル局版）
この作品では、いつもデイリー・ビューグル社に働いている社員たちを叱っており、誰かがニューヨークの街で犯罪をしている時になるとすぐにスパイダーマンせいだと決めつけるほか、自分の事しか考えておらず、臆病な性格である上、自慢ばかりしている。こういう特徴は全シーズンでも見られるが、シーズン2のエピソード「King Pinned」では、スパイダーマンに対する態度にちょっと温かみがあった。このエピソードでは、薬品を取り扱った内容が組み込まれており、ジェイムソンがメガネを掛けた手下の男の依頼を断った際、後にキングピンと2人の手下に捕まってアジトに送り込まれた時、スパイダーマンが助けに駆け付け、キングピンが新聞社の印刷室に仕掛けたブラックボックスという時限爆弾を解除し、従業員を救った。この回以外では、ジェイムソンは何度か失敗を繰り返している。特にシーズン1のエピソード「The Menance of Mysterio」では、ミステリオの命令でスパイダーマンの正体を暴くための取引をしており、そのミステリオがテレビ局の舞台をぶち壊した挙句、スパイダーマンの戦いで捕まった。ミステリオが捕まったことにガッカリしていたジェイムソンだが、スパイダーマンがテープレコーダーに記録したミステリオの証言を記事に載せて欲しいという要求を断り、スパイダーマン本人にクモの網の中へ「助けて、誰か・・・！」と閉じ込められてしまい、反省するまで出られない事態となってスパイダーマンは飛び去ってしまうのだった。「CAPTURED BY J. JONAH JAMESON」ではジェイムソンがスパイダースレイヤーのクマ型ロボットでスパイダーマンをビルの屋上で取り押さえたとき、スパイダーマンのマスクをはぎ取ると綿につまった状態で逃げられてしまい、結局のところ捕まえられず悔しみながら休みを取っていた。「Horn of The Rhino」では、アメリカ軍の秘密基地へ乗り込もうと白いヒゲをつけた状態で報道関係者として向かったが、1人の警備員に止められてしまう。何度か警備員に説得してみたところでヒゲが剥がれてしまい、軍隊の刑務所に連行されてしまう事態となった。その後ようやく釈放され、デイリー・ビューグルに戻ったが、ベティから「スパイダーマンがライノを捕まえた」という情報を聞いて耳障りとなり大声で「やめてくれ！たくさんだ！（Stop! Stop...!）」と編集室に戻って大泣きした。「Vulture's Prey」では、時計塔の様子がおかしいと感じたジェイムソンがバルチャーに監禁され、スパイダーマンが助けに来てバルチャーが盗んだアメリカ軍のロケットを取り返すという話の中で、スパイダーマンが「助けてほしい？」って尋ねる時、ジェイムソンが「私は・・・！」っていうと、スパイダーマンは「じゃあいいや、僕は帰るから！」と帰ろうとすると、ジェイムソンが「待て、スパイダーマン！」って大声で叫ぶとき、彼は助けて欲しいと涙を流しながらスパイダーマンにロープを解かせた。「The Terrible of Dr. Octpus」では、スマーター博士が発明したナル・ファイヤーというミサイルをドクター・オクトパスが盗んだという情報が入ったとき、ジェイムソンはスパイダーマンと一緒に金と権力のために盗んだと発言していた。ドクオックがスパイダーマンに捕まり、ミサイルも無事に戻った。スマーター博士からスパイダーマンに感謝の言葉を掲載してほしいと頼まれるが、記事を書くペースが一杯だからと答えると、ベティから「ナルファイヤーの独占写真を提供したのはあなたでは？」と言われ、ジェイムソンはスマーターに「ナルファイヤーでスパイダーマンをやっつけてくれるか？」とお願いするが、スマーター博士はこれに対して「できない（Impossible）」と断り、「私は生まれた時から負け犬だ」と言った。
スパイダーマン（1981年）
声 - ビル・ウッドソン、日本語吹き替え版は無し。
この作品では、モーティマーという甥がいる。ピーターにとっては生意気と思っていながら、ジェイムソンはとても優秀な甥だと思っている。第1話「Bubble, Bubble Oil and Trouble」でモーティマーがドクター・オクトパスの写真を持ってくるとき、カメラを海におとしてしまったために何も映ってなかったため、ジェイムソンは凄く怒っていた。第10話「Revenge of the Green Goblin」では、石油輸送車にぶつかってグリーン・ゴブリンから元に戻ったノーマン・オズボーンにスパイダーマンの正体を聞き出したが、ノーマンがスパイダーマンを指差したため、負け惜しみで怒った。
スパイダーマン&アメイジング・フレンズ
声 - ビル・ウッドソン、日本語吹き替え版 - 西村知道（ビデオ版）、廣田行生（トゥーンディズニー版）
「スパイダーフレンズ誕生」のみ登場。以前はニューヨークの街にヒーローがいるのはスパイダーマンだけだと思っていたが、スパイダーフレンズというチームが誕生してからは、ファイアスター、アイスマンのことも嫌いになっている。
スパイダーマン（1994年）
声 - エド・アズナー、日本語吹き替え版 - 廣田行生
この作品では、スパイダーマンの罪悪感に対して、パワーと行動だけでなく、過去に妻が覆面強盗に殺されたことを語っていた。
スパイダーマン・アンリミテッド（1999年）
声 - リチャード・ニューマン、日本語吹き替え版 - 廣田行生
第1話でカメオ出演。
スパイダーマン 新アニメシリーズ（2003年）
声 - キース・キャラダイン、日本語吹き替え版 - 立川三貴
スペクタキュラー・スパイダーマン（2008年）
声 - ダラン・ノリス、日本語吹き替え版 - 立川三貴
アベンジャーズ 地球最強のヒーロー（2010年）
声 - J・K・シモンズ、日本語吹き替え版は無し
「Along Came Spider」に登場。
アルティメット・スパイダーマン（2012年）
声 - J・K・シモンズ、日本語吹き替え版 - 町田政則
アベンジャーズ・アッセンブル
声 - J・K・シモンズ、日本語吹き替え版 - 町田政則
ハルク: スマッシュ・ヒーローズ
声 - J・K・シモンズ、日本語吹き替え版 - 町田政則
マーベル スパイダーマン（2017年）
声 - ボブ・ジョレス、日本語吹き替え版 - ボルケーノ太田

### テレビドラマ
The Amazing Spider-Man
演 - デヴィッド・ホワイト（パイロット版）、ロバート・F・サイモン（第2話以降）、日本語吹替版 - 富田耕生（パイロット版）、上田敏也（プルトニウムを追え!）、松村彦次郎（ドラゴンの挑戦）
他のテレビシリーズや映画シリーズは異なり、厳しくない性格になっている。

### 実写映画版
サム・ライミが監督した『スパイダーマン三部作』と、2008年から現在まで展開中の『マーベル・シネマティック・ユニバース』（MCU）に登場するJ・ジョナ・ジェイムソンは、J・K・シモンズが演じ、日本語吹替は立川三貴が担当した。
「“デイリー・ビューグル”という名称のマスメディア企業の主催者を務め、活動的ではあるが執着心が強烈で、部下たちに対して常時大声で大げさにがなり立てると共に、原作通りにスパイダーマンを目の敵にする姿勢を決して崩さず、彼の自警活動を血眼になってまで徹底的に論う中年〜初老の男性」という点では共通しているが、作中世界が異なるため、前述の2つの実写映画シリーズにおける各々のジェイムソンは、同姓同名で瓜二つの別人である。

#### サム・ライミ版
“デイリー・ビューグル”の編集長。前述の第一印象に加え、ピーター・パーカーに対しては彼がいつも持ち込んで来るスパイダーマンの写真の買取金額の設定や専任のカメラマンとしての雇用の嘆願などの希望は幾度と無く跳ね除けている傍ら、随所で彼を丸め込んでこき使うこともあり、部下の両案を矢庭にアイデア泥棒したり、自分を持ち上げる者を贔屓するなど、一企業の長に全く相応しくないほどの傍若無人な振る舞いを四六時中取り続け、スパイダーマンの社会的信用性や名誉を傷つけられる特ダネなら必ず受け入れ、すぐさま新聞記事にしようとする。しかし、特ダネの情報源となった人物の詳細をヴィランに詰め寄られても誤魔化してまで打ち明けなかったり、スパイダーマンの悪行として取り沙汰した記事でもその証拠写真が捏造されたものであれば公表することを良しとせずにその写真を差し出したカメラマンをお気に入りの部下でも激しく叱責して厳罰に処し、誤報に至ってしまったら訂正記事も直ちに書かせるなど、新聞社の発行人として彼なりの矜持と責任感を有している。

##### 描写
- 『スパイダーマン』
- 『スパイダーマン2』
- 『スパイダーマン3』

#### MCU版
“デイリー・ビューグル”の主催者兼ニュースキャスター。「臆病者ほどマスクで素顔を隠し、本来の姿を見せないもの」という頑固で偏屈した考えから、正体を長らく明かさずに自警活動を行ってきたピーター・パーカー/スパイダーマンを目の敵にしており、彼が渦中にいる事件の情報を入手すれば、根拠薄弱であっても犯罪に繋がると決めつけ、それに関する報道で常に鬼の首を取ったかのようにいきり立ちながらスパイダーマンへの猛バッシングを公然と連発するが、そのためには部下にピーター/スパイダーマンを尾行・監視させるというストーカー紛いの行為を指示して直接活動する現場を抑えるなど、ジャーナリストの風上にも置けない老害である。

##### 描写
『スパイダーマン:ファー・フロム・ホーム』
ミッド・クレジット・シーンのニュース映像に出演する形でMCU初登場。クエンティン・ベック/ミステリオを「至高のヒーロー」と褒め囃しつつ、ベックが遺した映像からスパイダーマンを殺人犯として批判して、その映像を公開。スパイダーマンの正体を世間に報道する。
『スパイダーマン:ノー・ウェイ・ホーム』
本作では、ピーター/スパイダーマンに関する報道と、徐々に輪がかかっていく自身の活動内容が本格的に描写され、事実上ピーターを精神的に追い詰める片棒を担ぐ役割で登場する。
スパイダーマンの正体報道を皮切りに、デイリー・ビューグルの規模を瞬く間に拡大させ、スパイダーマンが悪事を働く証拠を掴もうと企んで、ピーターがメイ・パーカーやヴィラン一同と向かったハッピー・ホーガンのコンドミニアムにも赴き、“ダメージ・コントロール局”や警察にも通報した事で、その直後の騒動において心身共に傷ついたピーターに追い討ちをかけるきっかけを生み、「スパイダーマンの存在があらゆる被害を引き起こす」と、一連の事態の真相を全く突き止めずに一方的な報道とコメントをすぐさま行ってしまった。
そしてクライマックス直前には、逃走したヴィラン一同を誘き寄せるためのピーターからの連絡を直接報道し、自由の女神像での戦いが終結した数週間後、スティーヴン・ストレンジ/ドクター・ストレンジの魔術によって自身もスパイダーマンの正体とピーターの存在を忘れ去ったが、ニュースで「この私が必ずスパイダーマンの化けの皮を剥いでみせる」と宣言し、相変わらずな姿勢を表明する。
また、『ソニーズ・スパイダーマン・ユニバース』（SSU）では『ヴェノム:レット・ゼア・ビー・カーネイジ』のミッドクレジットシーンと、『モービウス』（2022年）のカットシーンにもノンクレジットでカメオ出演している。

### スパイダーバース
スパイダーマン:スパイダーバース（2018年）
声 - アダム・ブラウン、日本語吹き替え版 - 伊原正明
ミゲルがアース67の世界に行ったとき、アース67のスパイダーマンに遭遇して指を指すなと言われている中、オマリー警部が「どっちが先だった？」と言ってると、ジェイムソンは「スパイダーマンが先だ、分かるだろ！」と叫ぶ。
スパイダーマン:アクロス・ザ・スパイダーバース
この作品では、アース1610、アース65、アース42のジェイムソンが登場しており、J・K・シモンズが担当している。アース13122もカメオ出演しており、こちらは2002年の映画公開時の音声が流用されている。日本語吹き替え版では立川三貴が務めた。

## ビデオゲーム
スパイダーマン
声 - ディー・ブラッドリー・ベイカー、日本語吹き替え版 - 辻村真人
スパイダーマン3
声 - J・K・シモンズ、日本語吹き替え版 - 辻親八

## アトラクション
アメイジング・アドベンチャー・オブ・スパイダーマン
声 - クリス・エジャリー（英）、立川三貴（日）
ニューヨークの新聞会社・デイリー・ビューグルの編集長。スパイダーマンに対しては否定的な考えを持っている。シニスター・シンジケートを恐れ、逃げてしまった記者たちの代わりにゲストを最新の取材用車両「スクープ」に乗せ、現場へと向かわせる。